# Léon Bertaux
Pour les articles homonymes, voir Bertaux.
Léon Jules Bertaux, né à Boury (Oise) le 13 avril 1827 et mort à Saint-Michel-de-Chavaignes le 29 août 1915, est un sculpteur français.

## Biographie
Léon Bertaux est né à Boury (Oise) en 1827. Il est élève de son épouse, la sculptrice Hélène Bertaux (1825-1909), et expose plusieurs bustes aux Salon de 1861 à 1874, parmi lesquels celui du peintre paysagiste Pierre Thuillier (Amiens, musée de Picardie). 
A partir de 1874, il cessera d'exposer pour se consacrer à l'oeuvre de son épouse,  Hélène Bertaux (Mme Léon Bertaux de son nom d'artiste). De fait, le médaillon en bronze du compositeur Eugène Gautier sur la tombe de ce dernier au Père-Lachaise (réalisé et exposé au Salon de 1879) est une oeuvre d'Hélène Bertaux.

Œuvres
- Portrait du père de l'auteur, buste en plâtre, Salon de 1861 (no 3176).
- Portrait de M. B…, buste en marbre, Salon de 1865 (no 2868).
- Portrait de Thuillier, paysagiste, buste en plâtre, Salon de 1865 (no 2869), Amiens, musée de Picardie.
- M. l'abbé Russeau, curé de Montmartre, buste en plâtre, Salon de 1866 (no 2636).
- M. F…, directeur de l'École préparatoire d'Argenteuil, buste en plâtre, Salon de 1867 (no 2134).
- L'Âge d'or, buste de jeune homme, plâtre, Salon de 1868 (no 3419).
- L'Âge d'or, buste de jeune fille, plâtre, Salon de 1868 (no 3420).
- Berger, buste en terre cuite, Salon de 1873 (no 1520).
- Nymphe, buste en terre cuite, Salon de 1873 (no 1521).
- Portrait de Mme …, buste en terre cuite, Salon de 1874 (no 2673).